# Église de la Transfiguration-du-Sauveur du monastère de la Miroja
L'église de la Transfiguration-du-Sauveur du monastère de la Miroja est le catholicon du monastère de la Miroja près de la ville de Pskov en Russie. Sa construction date du XIIe siècle.

## Historique
L'église est édifiée au monastère par Niphonte de Novgorod (es), à une date qui, selon l'historien I. I. Lagounine, correspond à celle de la nomination de celui-ci au rang d'archevêque c'est-à-dire en 1148-1149. Une autre église, celle de Saint-Clément de Staraïa Ladoga, aujourd'hui disparue, est datée avec précision par les historiens en 1153. Elle est également édifiée par Niphonte et reproduisait, en les simplifiant, les plans de l'église de la Transfiguration de Miroja. Ce qui rend cette chronologie datant de 1148-1149 vraisemblable pour la Transfiguration de la Miroja.  

## Architecture

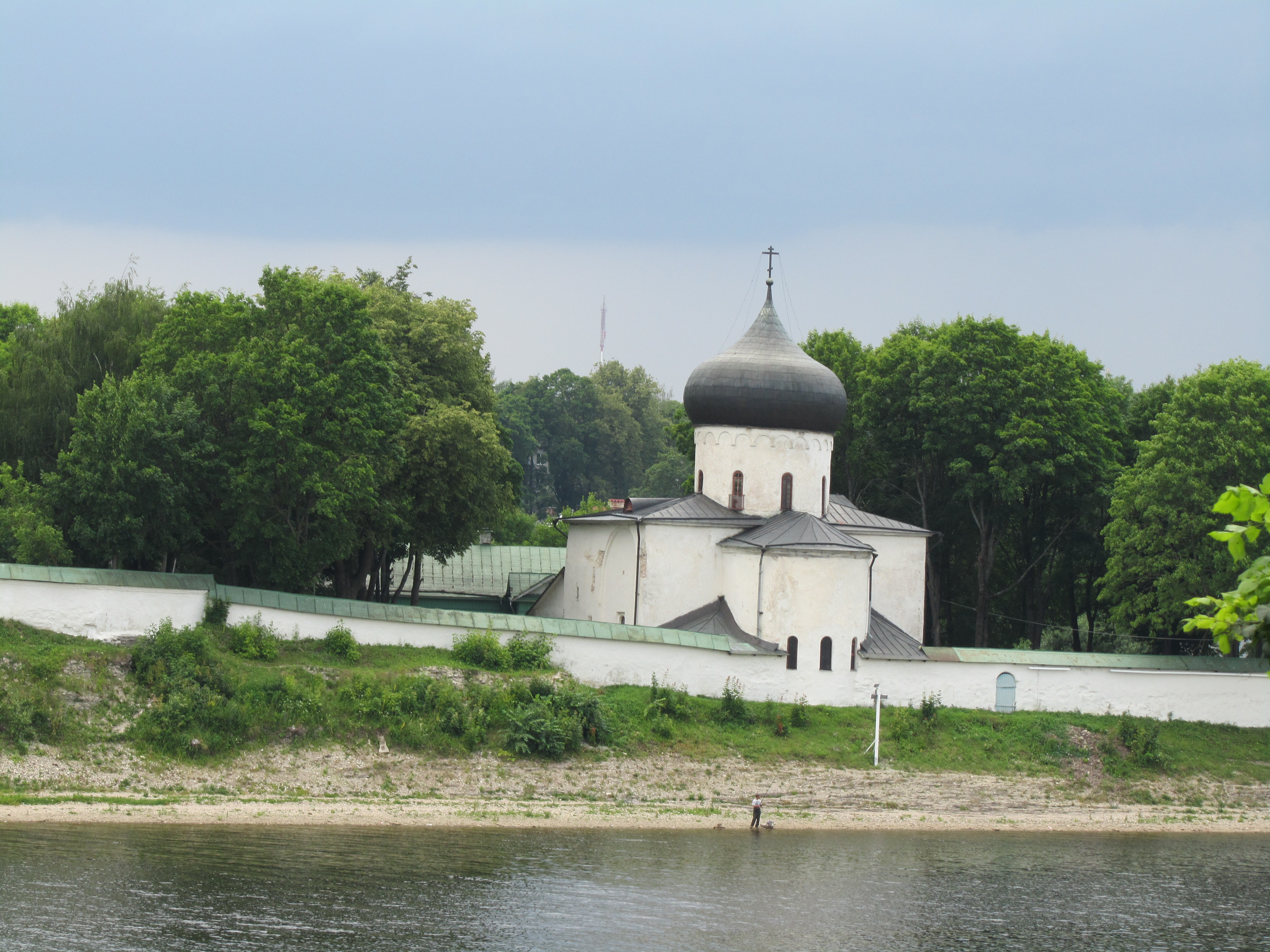
L'église depuis la rivière Velikaïa.

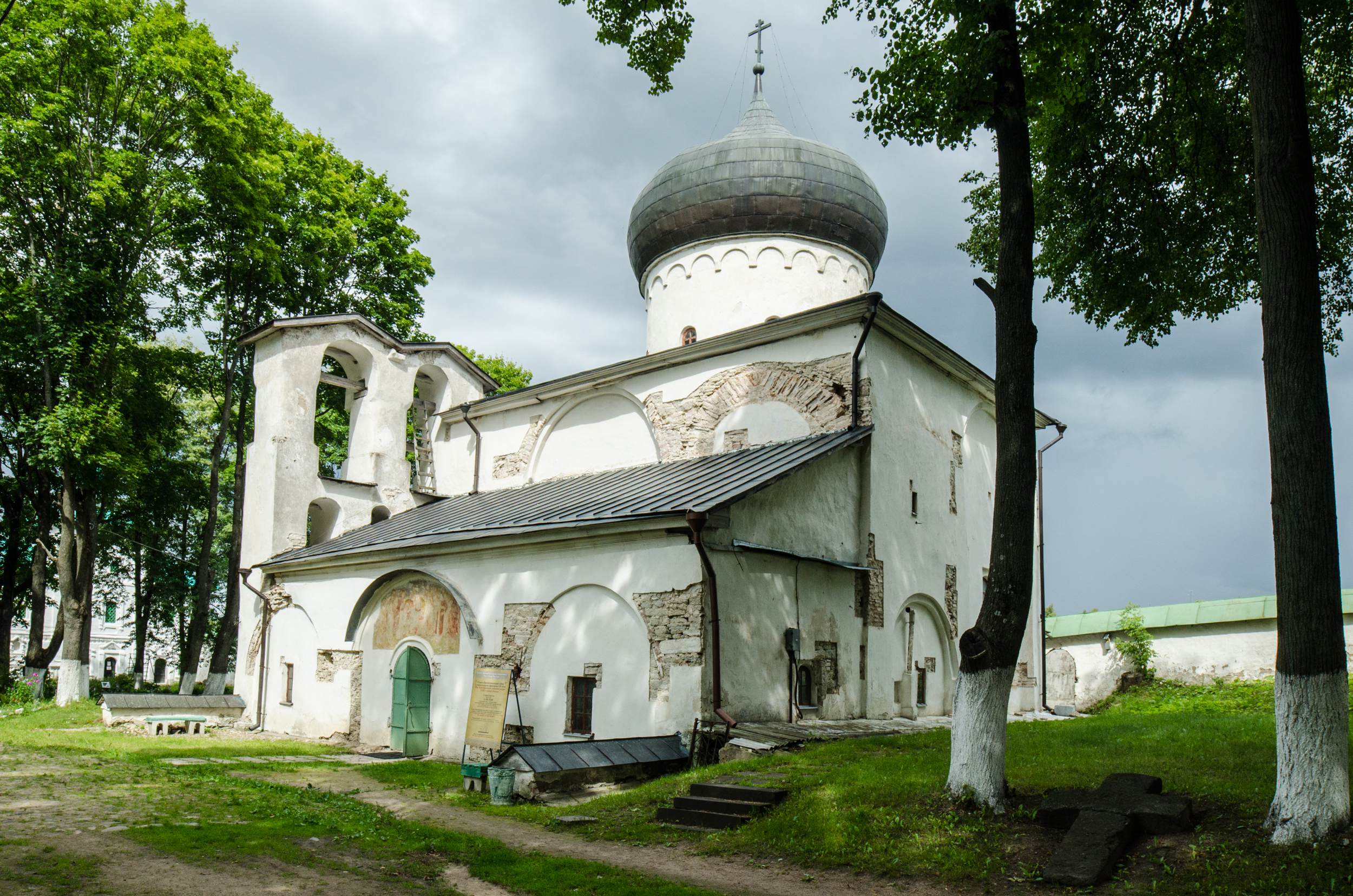
Dans l'enceinte du monastère.

L'édifice est bâti sur quatre piliers, qui soutiennent une coupole unique. Le tambour est orné d'une frise d'arcatures et percé d'étroites fenêtres. 
Selon Victor Lazarev, la frise d'arcatures correspond aux goûts personnels de Niphonte. Elle est fréquente à Constantinople, en Grèce, en Bulgarie et dans le Caucase. 
La conception de l'espace intérieur se rapproche de Byzance et s'éloigne de l'architecture de Kiev. Lors de la construction, les voûtes d'angles du côté ouest étaient plus basses que celles de la nef centrale. Plus tard, au XIIIe siècle probablement, les murs dans les angles ouest sont supprimés pour augmenter le volume; un étage est ajouté et l'église prend la forme des édifices traditionnels avec des travées de la façade ouest de même hauteur que les autres, de même que les arcs et voûtes. 
Les absides latérales restent toutefois plus basses que l'abside centrale, comme cela se retrouve fréquemment à Veliki Novgorod. 
Le calcaire local, alterné avec du tuileau, constitue le matériau principal. Certaines parties sont en briques archaïques, dont l'exécution assez sommaire semble indiquer que les maçons étaient plutôt habitués à travailler la pierre taillée. Le style est d'une grande simplicité et contraste avec celui des églises de Veliki Novgorod contemporaines qui sont, pour la plupart, très monumentales. 
Il est possible qu'une tour-escalier latérale ait existé, telles que celles de Saint-Georges ou de Saint-Antoine. Des icônes permettent d'avancer cette hypothèse.

## Fresques

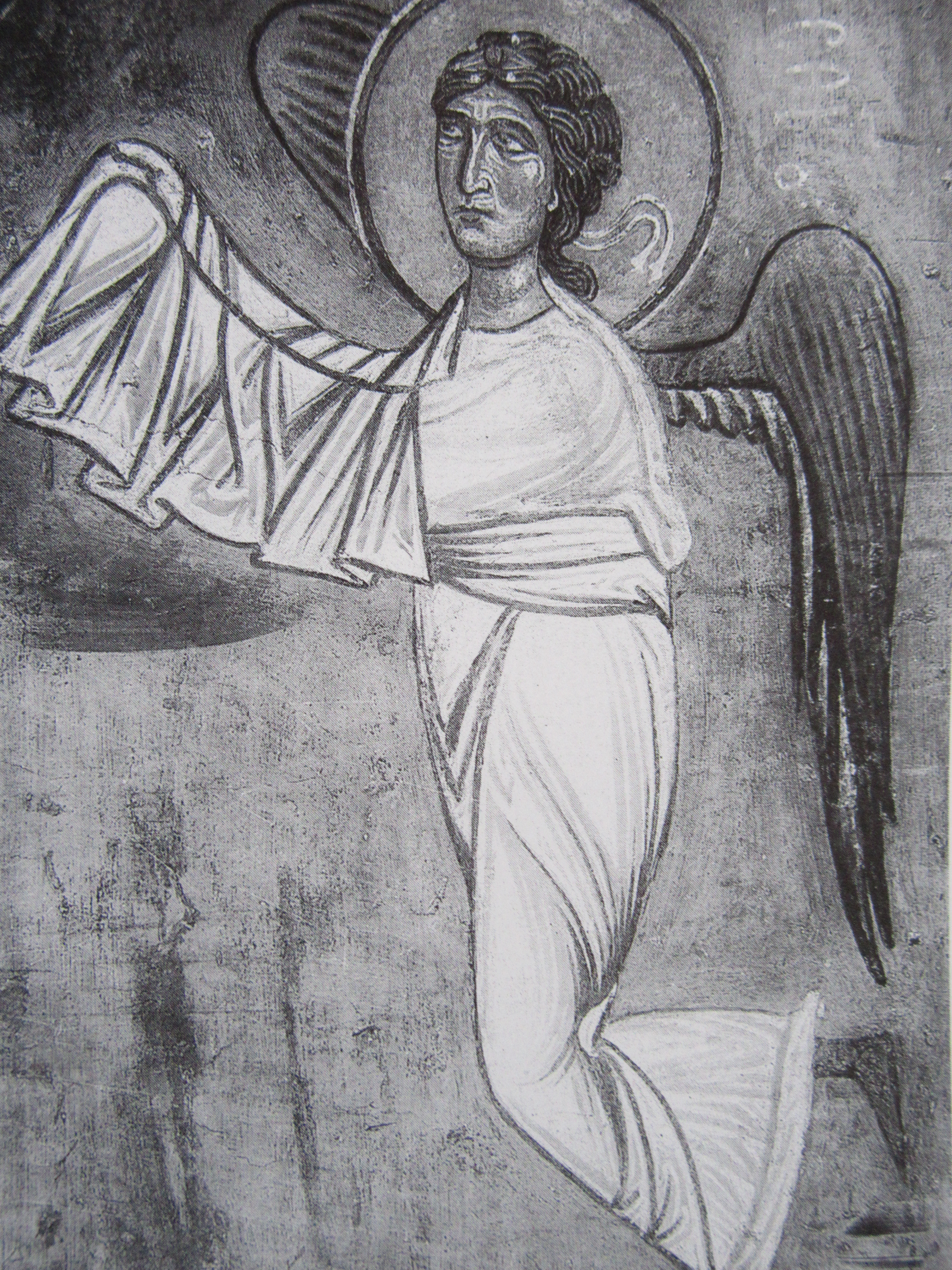
Ange de la Dormition.

Les fresques de la Transfiguration remontent à la première moitié du XIIe siècle et ont été commanditées par l'archevêque Niphonte, d'origine grecque, qui menait une politique pro-grecque la mettant en conflit avec les kiéviens et avec les novgordiens. Les fresques et icônes de Pskov et de la Miroja présentent des caractéristiques tout à fait différentes des fresques novgorodiennes. Bien que des artistes grecs aient été appelés par Niphonte, on trouve des signes stylistiques propres aux seuls maîtres pskoviens. Témoignent de cette présence grecque : les inscriptions en grec, l'iconographie de type byzantin. Le maître grec, à la tête de l'atelier apporte à Pskov, non pas la tradition de la capitale byzantine, mais celle de l'Orient chrétien. À défaut, il serait difficile d'expliquer l'absence de continuité dans le récit évangélique et biblique qui était la règle dans la capitale Byzance. Ce maître grec devait collaborer avec des peintres pskoviens. Ces derniers rapprochaient l'image religieuse du spectateur en soulignant les nuances émotionnelles : représentation de l'affliction, de la souffrance, sans toutefois se laisser aller à des excès. Pas de formes expressives extatiques comme les aimaient les peintres gothiques. Les tons sont épiques et s'éloignent des mouvements brusques et sans grâce. C'est un art majestueux qui se situe parfaitement parmi les canons stylistiques du XIIe siècle. 
Un détail permet encore de supposer l'assistance de peintres de Pskov auprès des grecs : la riche exécution linéaire des vêtements, sans doute inspirée de l'assist d'icône. Des icônes de Pskov sont traitées de manière analogue. Toutefois, l'or étant trop cher il était souvent remplacé par de la couleur jaune. Cette méthode d'enrichissement de la facture des vêtements était inhabituelle à Byzance.
Le système pictural est de type byzantin, non de la capitale Byzance, mais des édifices de province. 
Les voûtes et les murs sont entièrement recouverts de fresques superposées du sol jusqu'à la clé de voûte, comme une tapisserie. Les registres varient de trois à cinq, sans compter la bande du socle perdue du fait des inondations fréquentes de la rivière Velikaïa très proche. Les scènes se suivent dans les registres, sans continuité du fait de l'absence de séparations verticales. Elles sont reprises de récits évangéliques et bibliques et se déroulent de droite à gauche. Les scènes situées au-dessus se fondent avec les représentations sur les voûtes. Depuis la Présentation au temple jusqu'à la Descente aux enfers les sujets se suivent chronologiquement, selon la succession des évènements de la vie de Jésus, dans la partie supérieure et les voûtes. Puis le récit perd cette succession chronologique dans les deux registres sous-jacents. Quand il s'agit de scènes de miracles elles sont introduites de façon arbitraire comme pour remplir les places vides. C'est, note Lazarev, un appauvrissement par rapport aux principes des cycles de mosaïque de Byzance.
La décoration est complétée par des figures de martyrs, de stylites, de guerriers, et d'innombrables saints remplissant les surfaces inférieures. Toutes les figures sont représentées dans une position strictement frontale.  
Les principaux sujets qui se trouvent dans la partie supérieure (murs et voûtes) sont articulées comme suit. Dans la coupole, l'Ascension de Jésus; sur la voûte en cul de four de l'abside, la Déïsis, composition à trois figure avec le Christ au centre, la Vierge à sa droite, et Jean le Baptiste à sa gauche. Ces deux personnages sont peints sur les arcs et s'inclinent devant le Christ. En dessous, l'Eucharistie dont les personnages, à droite et à gauche, communient sous les deux espèces. Sur la voûte de l'autel, la Transfiguration à laquelle l'église est dédiée. Sur les piliers nord-est de l'autel, l'Annonciation avec l'ange Gabriel sur un pilier et la Vierge sur l'autre, sont vraisemblablement l'œuvre du peintre qui dirigea l'ensemble de la décoration, vu leur finesse d'exécution et la noblesse des personnages. Sur la voûte nord est représentée la Descente aux limbes ou aux Enfers. 
La Déploration du Christ
est l'œuvre la plus achevée de cet ensemble, de par son envergure, sa disposition sur les murs, le remplissage de ses champs, la composition et les formes des dessins, les changements d'échelle, les mariages de tons pastels. La composition de la Déploration s'organise autour d'une grande croix dont l'ombre traverse la couche du Christ. Ses traverses coupent le champ à l'horizontale. En bas, le Christ repose sur une couche immaculée et relève légèrement la tête, brisant ainsi le parallélisme schématique. La Vierge presse son visage contre la joue de son fils. Derrière elle, Jean le Baptiste tient la main de son maître avec précaution. Deux autres disciples sont agenouillés au pied de la couche. À la tête de celle-ci des Saintes Femmes.

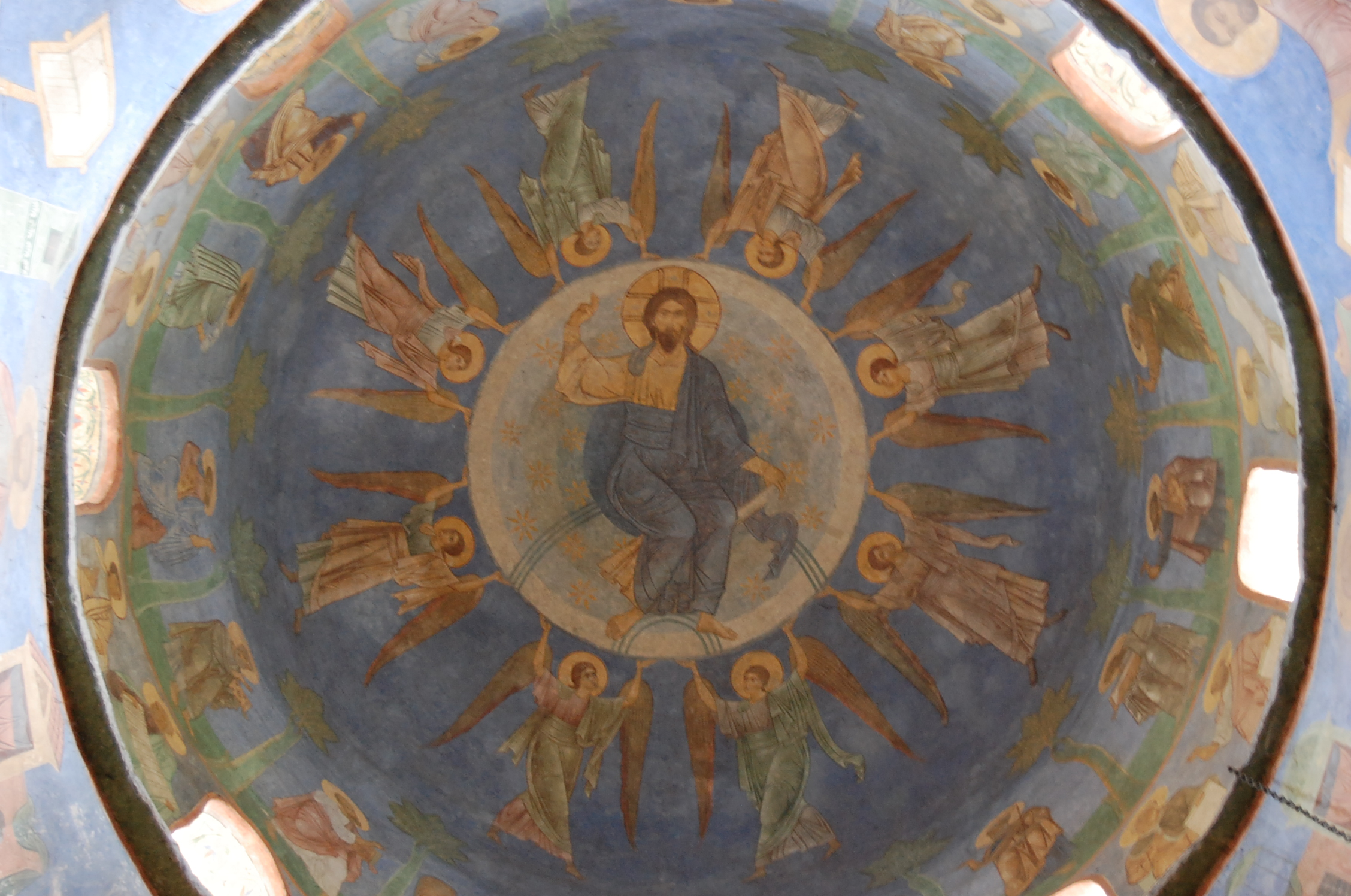
Ascension
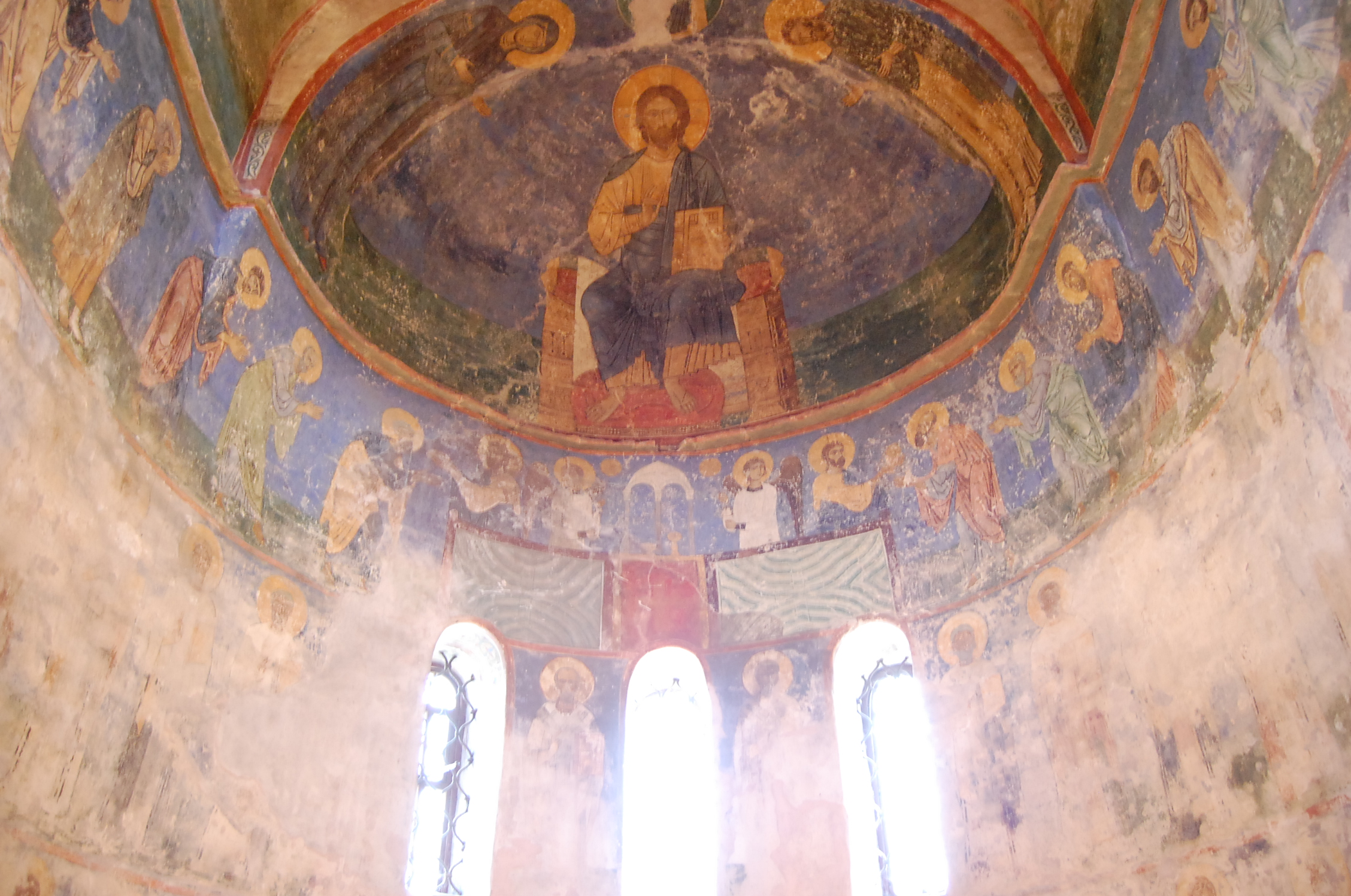
Deisis et Eucharistie
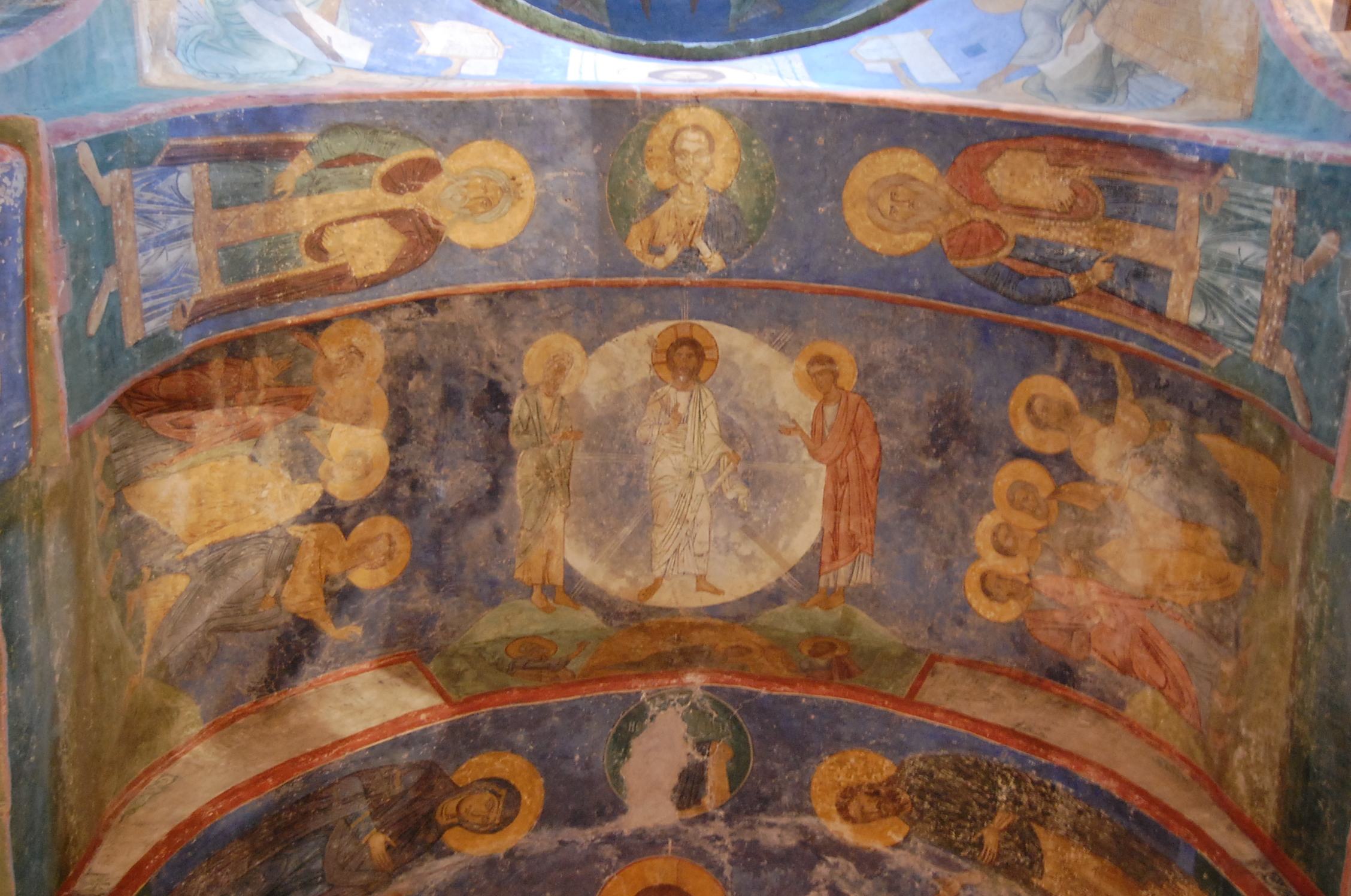
Transfiguration
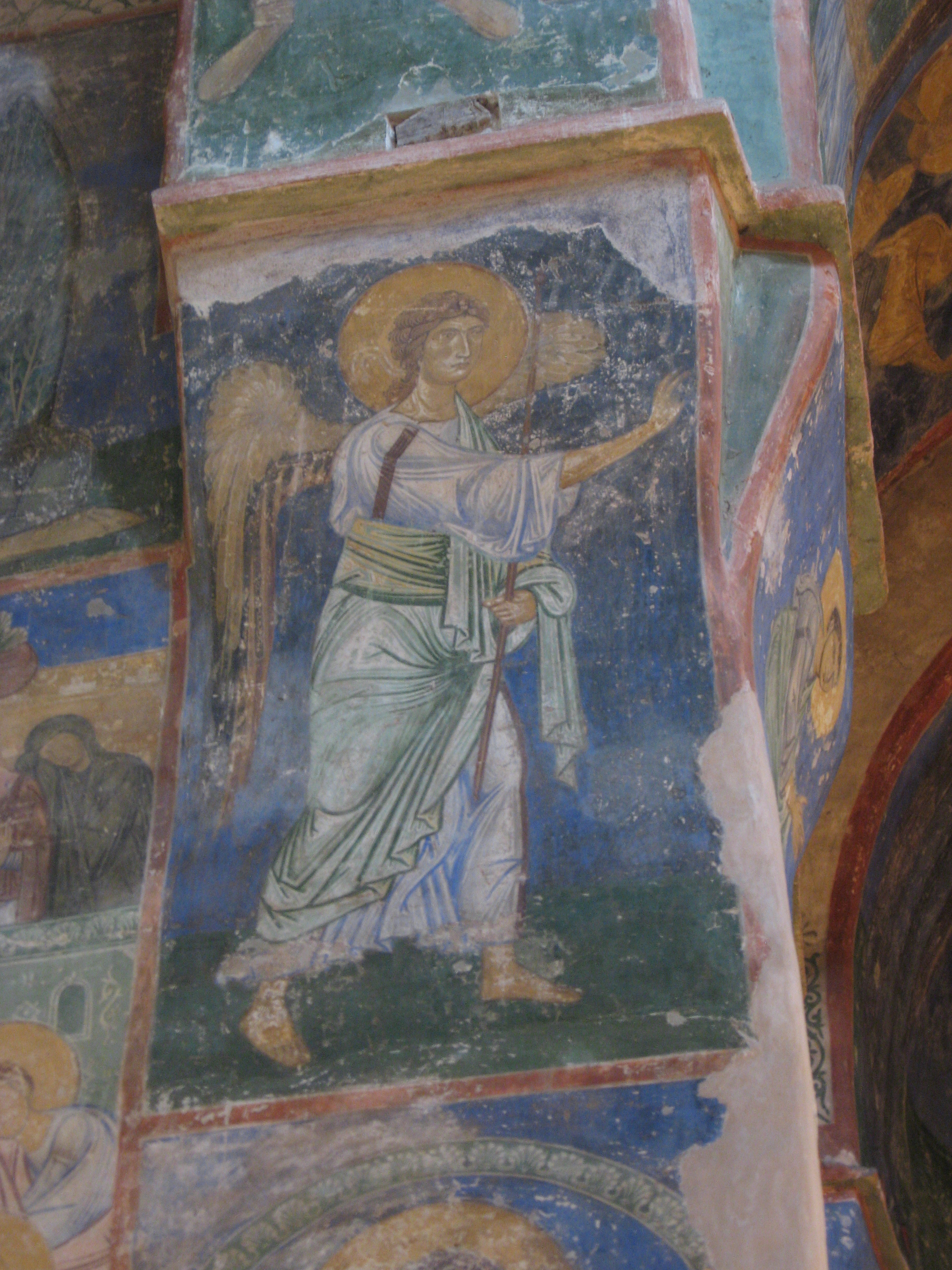
Annonciation
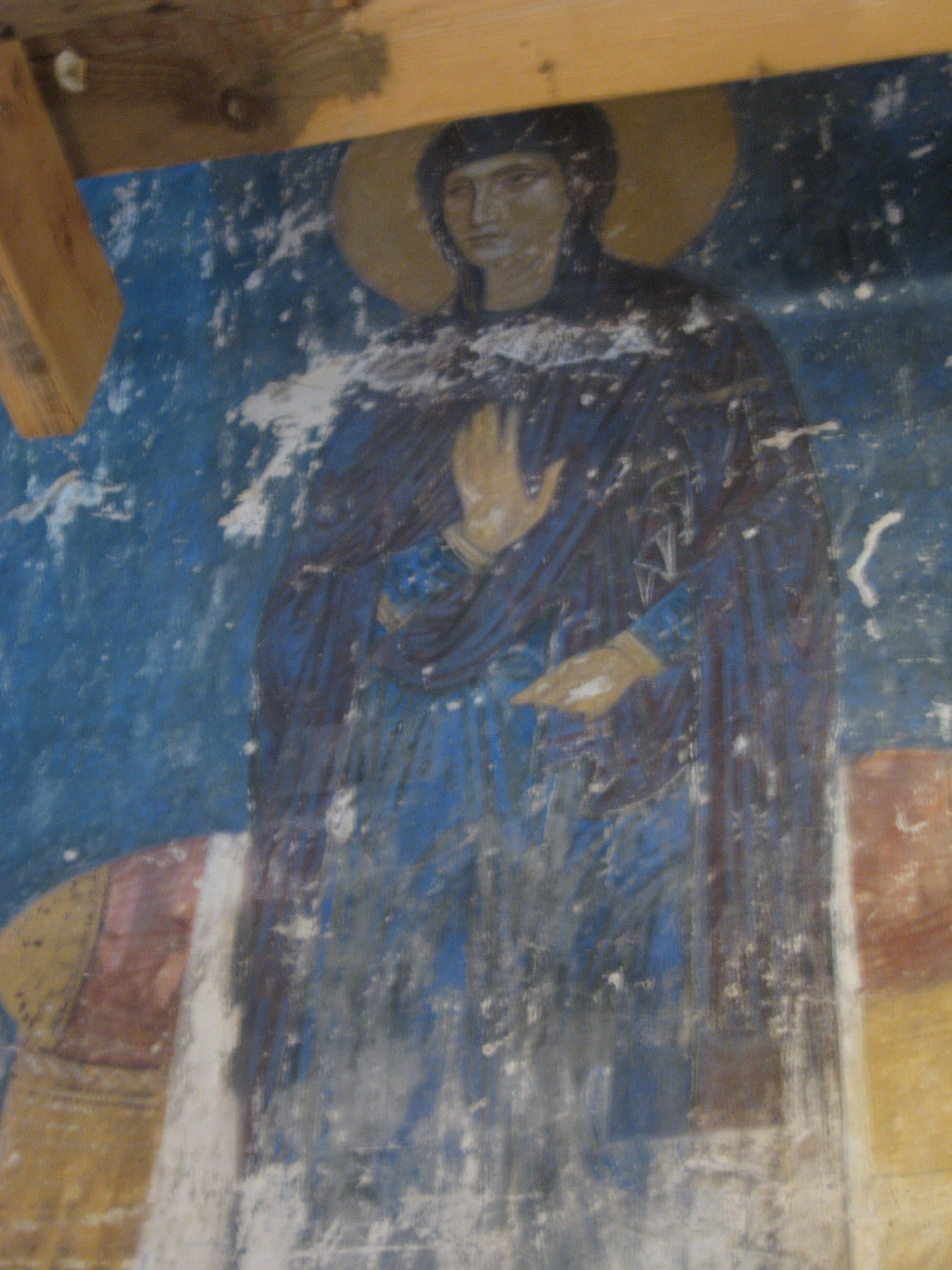
Annonciation
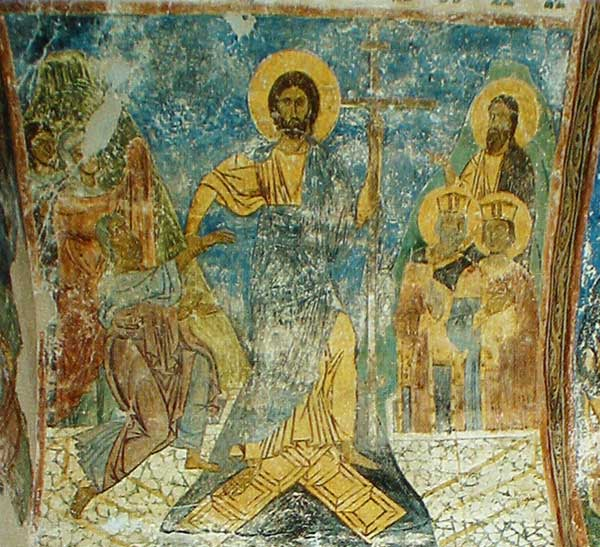
Descente aux Enfers
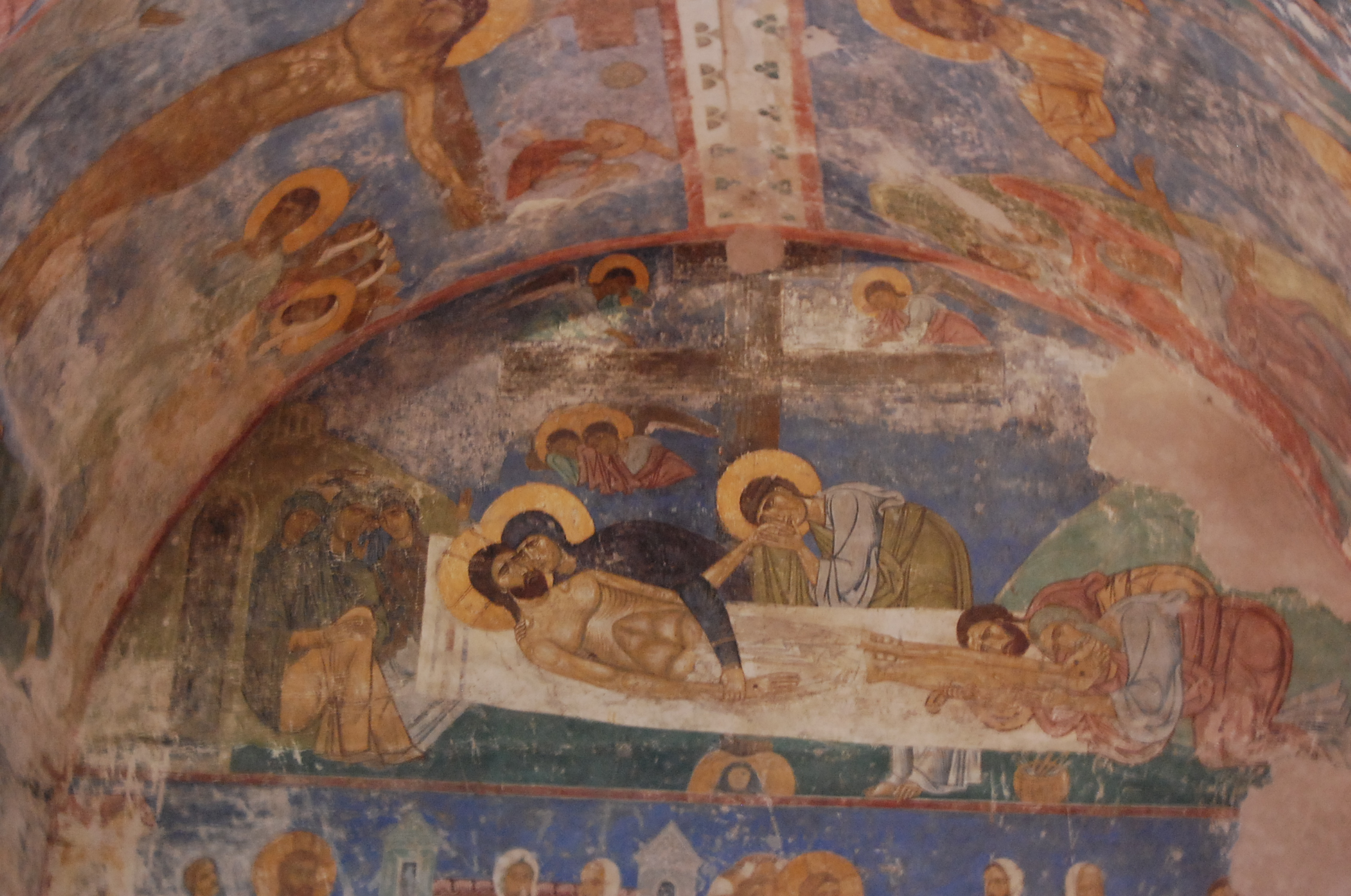
Déploration du Christ
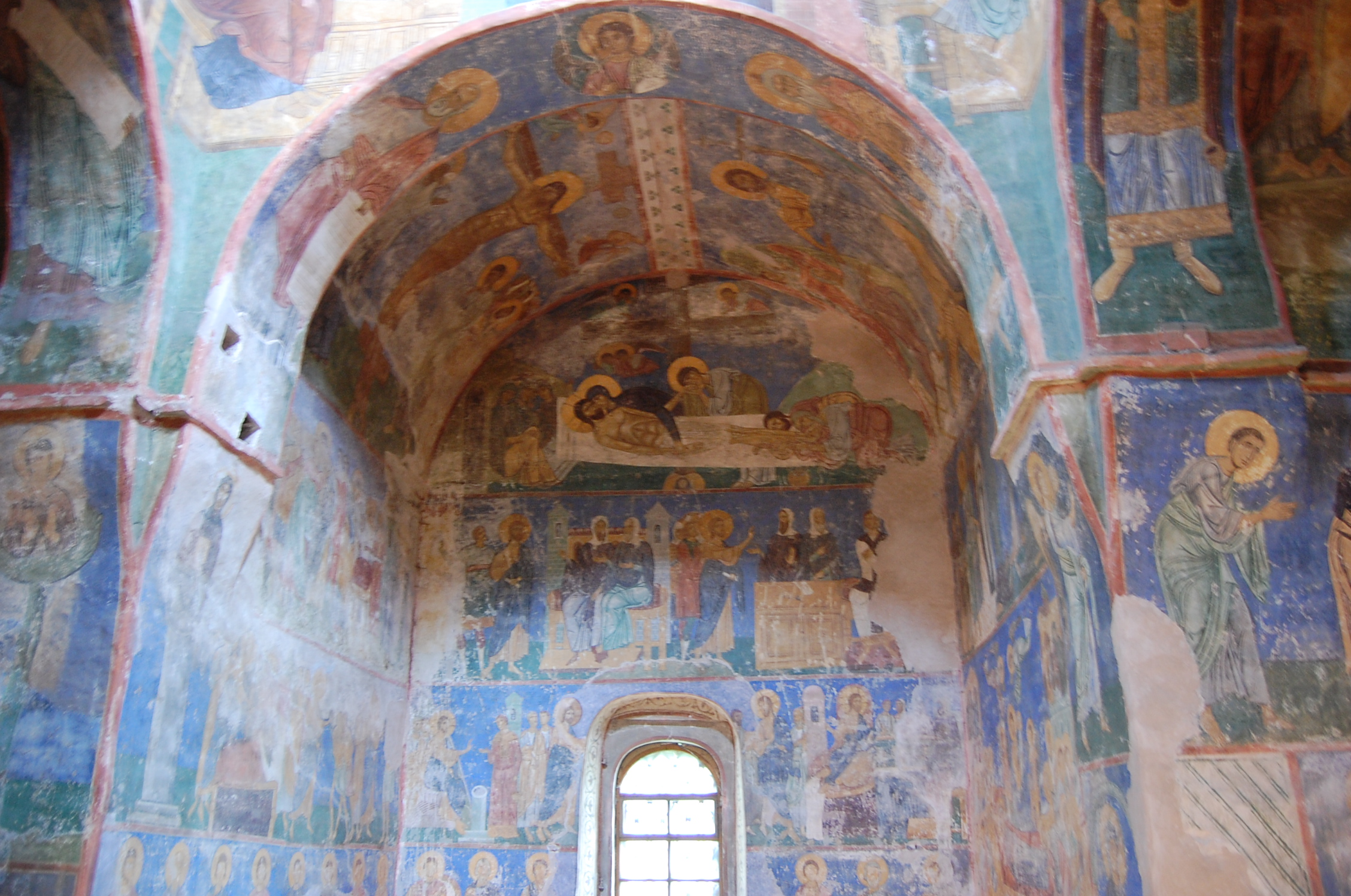
Déploration du Christ
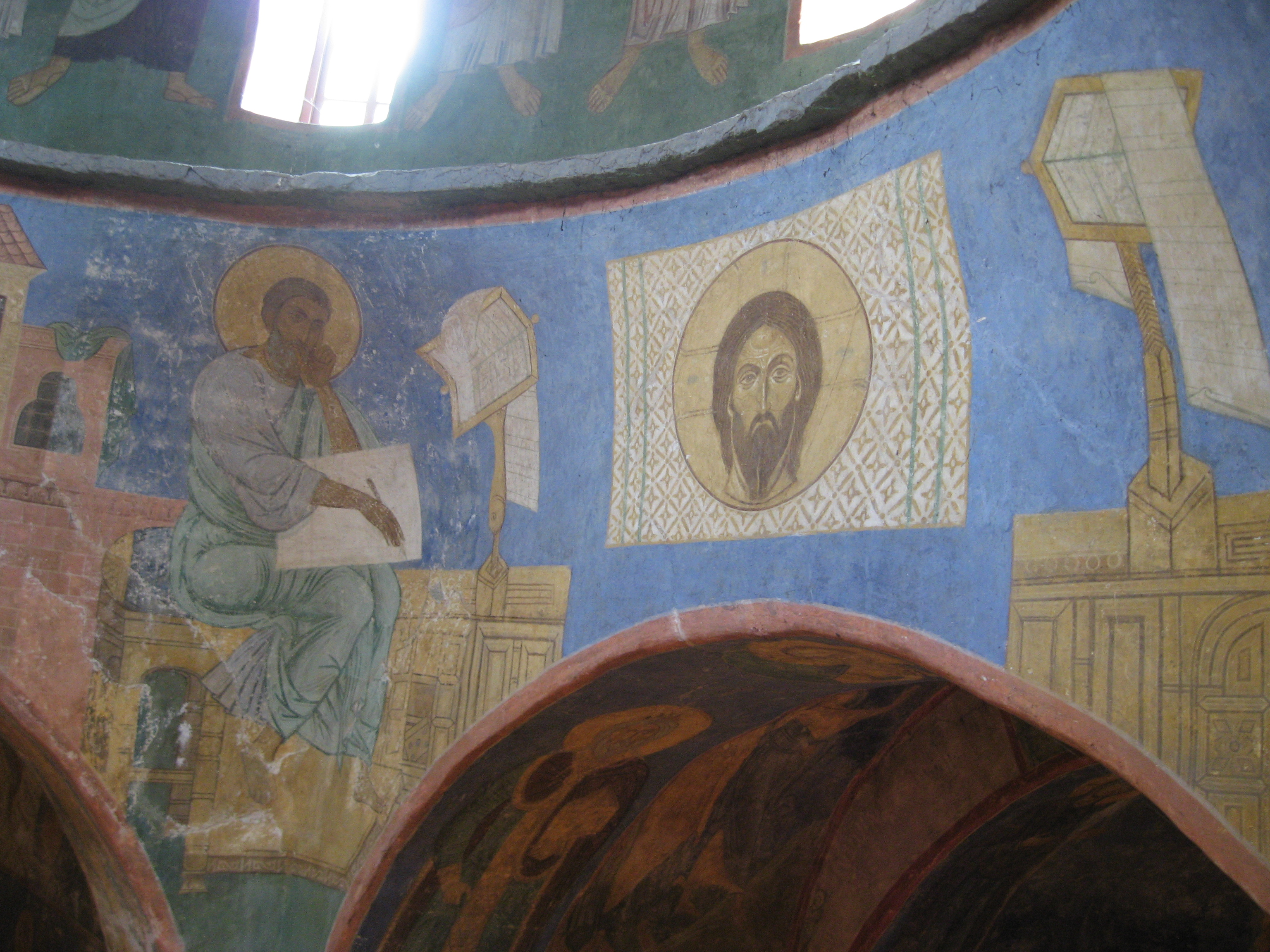
Mandylion
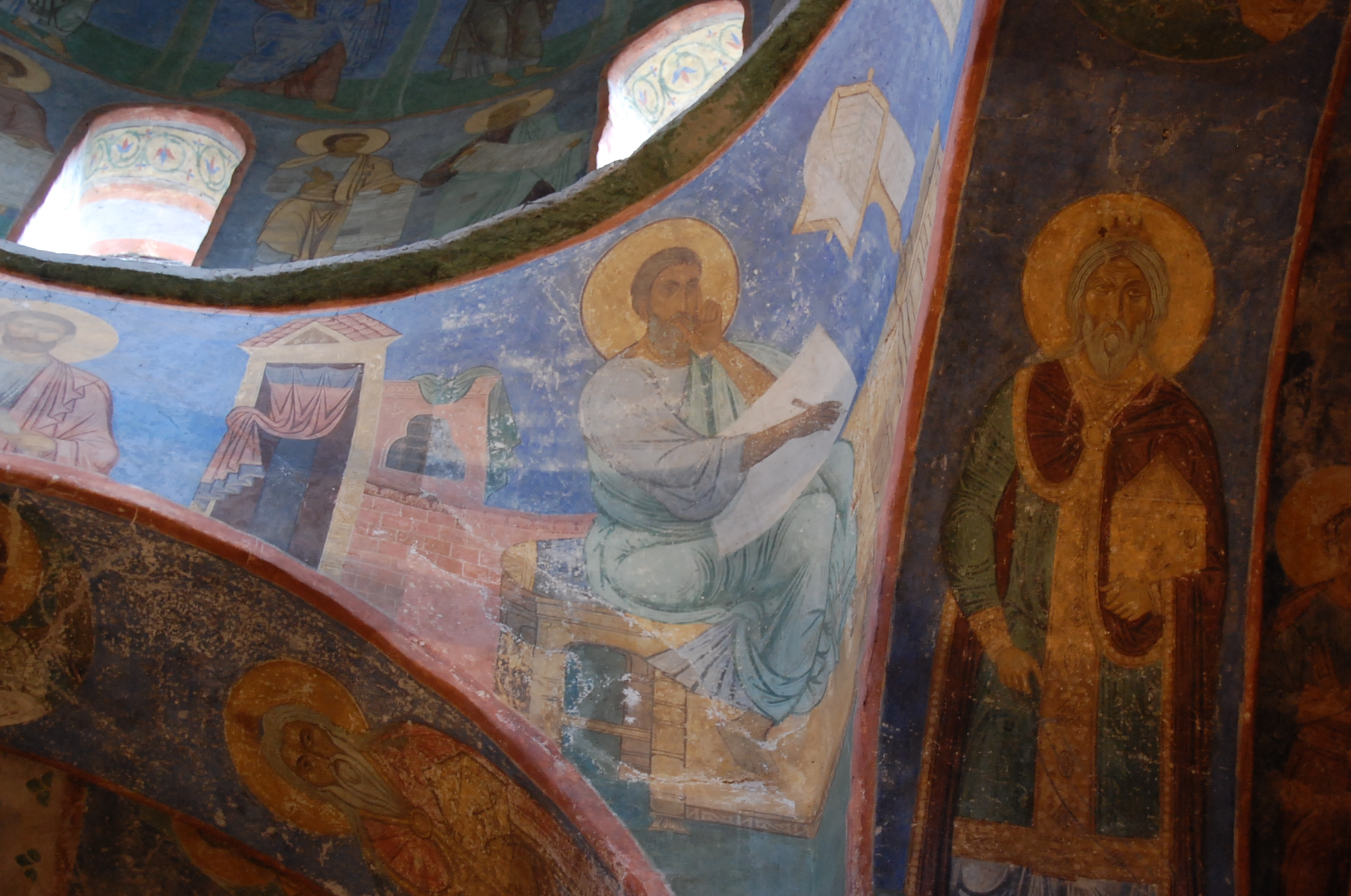
Évangélistes

Ces fresques constituent un cycle unique, après la perte de celles de Église de la Transfiguration-du-Sauveur-sur-Néréditsa durant la Seconde Guerre mondiale. Pour articuler les plis des visages et des vêtements les fresquistes les entourent de lignes lourdes qui transparaissent avec une linéarité inhabituelle. Les rehauts sur les visages se transforment en traits graphiquement nets. Là où les maîtres novgorodiens préfèrent les coups de pinceaux détendus, ceux de Pskov utilisent les lignes avec une grande habileté. Ces fresques en ressortent de manière laconique et invitent ainsi au recueillement.